# 서명원
서명원(徐明源, 1919년 10월 27일 충청남도 논산 ~ 2006년 4월 14일)은 대한민국의 관료, 교육인, 정치인이다. 호는 화곡(華谷)이다. 서울대학교의 교수와 부총장, 1960년 문교부 사무차관, 1977년 숙명여자대학교, 충남대학교 총장과 경원대학교의 총장, 1985년 문교부 교육개혁심의위원회 위원장, 1987년 문교부 장관 등을 역임하였다.
1981년 대한민국 학술회 회원에 선임되고, 1989년 한국학원총연합회 회장이 되었다가, 1992년 다시 경원대학교 총장을 역임하였으며, 1995년 세계교육협의회 한국지회장에 선임되었다. 독립운동가 겸 정치인 서재필, 혁명가 서재창의 종손이다. 본관은 대구이다.

## 생애

### 초기 활동
1919년 10월 27일 충청남도 논산군에서 독립운동가 겸 정치인 서재필, 혁명가 서재창의 형인 서재춘의 손자로 태어났다. 종조부 두 명이 갑신정변에 참여하였다가, 한때 그의 집안은 조선시대의 연좌 제도에 의해 몰살당하기도 했다.
경성제대에 입학했다가 해방 후 경성제국대학에서 서울대학으로 교명이 변경되었으며, 1946년 교명이 변경된 서울대학의 심리학과를 졸업하였다. 서울대 심리학과를 졸업한 뒤 서울대학교 교육학과 교수가 되었으며, 1950년 초, 미국으로 유학, 미국의 조지피바디사범대학에 유학하여 교육학 석사, 박사과정을 밟았다. 대학원 과정에 있으면서 서재필 박사를 보좌하였다. 그 뒤 서재필 사후 박사과정에 전념하다가 1953년 교육학 박사학위를 취득하였다. 그해에 귀국, 서울대학교 부교수로 복직하고, 1954년 이화여자대학교 사범대학 교육학 교수가 되었다.

### 교수 생활과 각료 생활
1955년 서울대학교 사범대학 교수가 되고, 1977년까지 서울대 사범대 교수로 재직했다. 서울대학교 부총장과 1960년 문교부 사무차관을 지냈다. 1977년에는 숙명여자대학교 총장이 되었다가 그해 충남대학교, 경원대학교 총장을 지냈다.
1980년 충남대학교 총장 재직 중 신군부가 설치한 국가보위입법회의 입법위원을 역임하였고, 1987년 제5공화국의 마지막 문교부 장관으로 입각하여 이듬해 전두환이 퇴임할 때까지 재직했다. 1981년 대한민국 학술회 회원에 선임되고, 1985년 문교부 교육개혁심의위원회 위원장이 되어 1987년까지 재직하였다. 1989년 한국학원총연합회 회장이 되었다가, 1992년 다시 경원대학교 총장에 취임하여 1993년까지 재직하였다.

### 생애 후반
1995년 세계교육협의회 한국지회장을 맡았으며 국민훈장 무궁화장, 모란장, 세종문화상 등을 수상한 바 있다. 충남대학교 교내에 흉상이 제작되어 있다. 또한 서재필 기념사업에도 참여하여 송재장학회 부이사장을 역임하기도 했다. 주요 저서로는 《교육 원리》, 《현대교육총서》, 《교직과 교사》 등이 있다. 2006년 4월 14일에 병으로 사망하였다.

## 저서
- 《교육 원리》
- 《현대교육총서》
- 《교직과 교사》

## 상훈 경력
- 국민훈장 무궁화장
- 국민훈장 모란장
- 세종문화상

## 학위
- 조지 피바디 대학교 교육학 박사
- 웨스턴미시간 대학교 명예법학박사

## 가족 관계
- 부인 : 임태순(林泰淳, ? - 2002년 11월 26일[3]
  - 아들 : 서동수(徐東琇, 충남대학교 교수)
  - 아들 : 서동진(徐東眞, 기업인, SK텔레콤부장·SK텔링크 상무 역임
  - 딸 : 3명
  - 사위 : 정진수(鄭鎭秀)
  - 사위 : 양유석(梁裕錫, 중앙대학교 국제대학원 교수)
  - 사위 : 윤기봉(尹基奉, 중앙대학교 기계공학부 교수)
- 종조부 : 서재필(徐載弼, 1864년 1월 4일 ~ 1951년 1월 5일)
- 종조부 : 서재창(徐載昌, 1866년 ~ 1884년 12월 13일)

## 같이 보기
- 갑신정변
- 서울대학교
- 서재필
- 서재창
- 김옥균
- 서광범
- 서동성